# Jordskepp

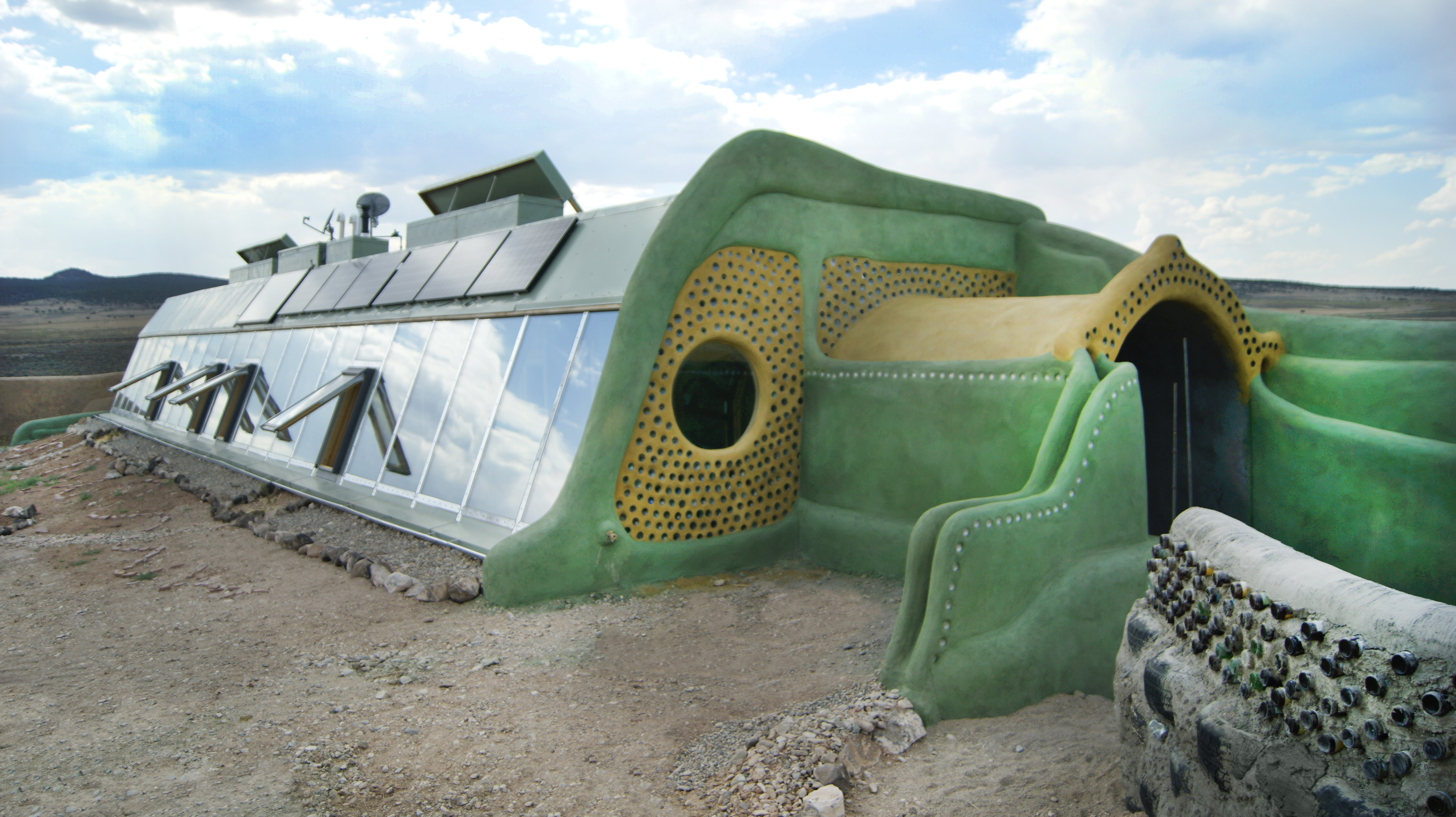
Ett jordskepp i New Mexico

Planritning över jordskepp.

Ett jordskepp (engelska: earthship) är ett passivt hus som byggs med hjälp av naturligt material och återvinningsmaterial. Prototypen byggdes upp av Michael Reynolds under 1970-talet.
Jordskepp är tänkt att vara ett självförsörjande typ av boende vad avser vatten, värme och även med elektricitet. Idén bygger på att man sätter upp väggarna med hjälp av jordpackade bildäck som husgrund. Med hjälp av en jordkulle på tre av fyra sidor på huset så isoleras värmen i huset.
Sydsidan av huset används till att fånga hela dagens soltillgång för att sköta uppvärmningen av huset.
I Sverige finns ett jordskepp i Värmland som byggdes mellan 2013 och 2018. Det huset kallas Earthship Hällekil och är helt självförsörjande på el, värme, vatten och avlopp. Fler byggen är påbörjade runtom i landet men inte färdigställda. 

## Ventilation
Ventileringssystemet fungerar som så att man med hjälp av en lucka i taket och en i främre delen av huset (som båda öppnas med hjälp av en timer och sköter ventilationen av huset). Detta kan då såklart ställas in hur ofta man vill ventilera, men enligt de böcker som arkitekten kommit upp med så räcker det med sammanlagt någon timme per vecka. 

## Väggar
Väggarna är byggda av "murade" bildäck som fylls med sand. I ett däck går det i cirka 2-3 skottkärror med sand som packas i däcket och som sedan används att mura upp väggen med (som en gigantisk tegelsten). 
Efter det lägger man på ett armeringsjärn, i stil med ett hönsnät, och efter det en puts gjort på en blandning av lera och halm (engelska adobe) som sedan blir innerväggen. Solen värmer upp luften inne i huset, som i sin tur värmer upp väggarna och på natten strålar däcken tillbaka värmen ut i huset igen som gör att temperaturen håller sig på en dräglig nivå under hela natten och på så vis blir hela huset uppvärmt under hela dygnet. 
På sommaren när solen står högt så släpps inte solen in i huset och därmed håller det sig svalt, och på vintern när solen står lågt så släpps strålarna in längre in i huset och på så sätt värmer det upp huset.
Detta har fungerat i USA och det finns även fungerande jordskepp i Kanada.

## Växthuset
Längst framme i växthuset odlar man upp en eller flera rader med växtlighet som man använder gråvatten till att vattna växterna och på så sätt så skapar man ett litet kretslopp inne i huset och återanvänder vattnet. Växterna tar upp koldioxid och ger tillbaka syre som då, p.g.a. den stora mängden växtlighet i huset, håller luften fräsch. Dock behöver man ventilera ändå.

## Anpassningar till svenskt klimat

Jordskepp med dubbla växthus, dränering och isolerering mot mark.

Under 2000-talet har det skett flera förbättringar i jordskeppsdesignen och anpassningar har gjorts till bland annat svenskt klimat. År 2011 presenterade Michael Reynolds under en föreläsning på KTH en design med två buffertzoner för att ytterligare minska värmeläckage och ta vara på vintersolens värme.